# Egidijus Aleksandravičius
Egidijus Aleksandravičius (né le 21 novembre 1956 à Telšiai) est un historien lituanien.

## Biographie
Egidijus Aleksandravičius a achevé en 1979 ses études à la faculté d'histoire de l'Université d'État de Vilnius, poursuivies par des études doctorales à l'Institut d'histoire. Il a soutenu en 1986 sa thèse de 3e cycle sur le mouvement culturel en Lituanie entre l'Insurrection de novembre 1830 et celle de 1861-1864. En 1994 il a soutenu sa thèse d'habilitation consacrée à la culture de la Lituanie reconstituée.
Après avoir été assistant à la faculté d'histoire de l'Université d'État de Vilnius, puis chercheur à l'Institut d'histoire de l'Académie des sciences (dont il a dirigé un département), il passe après l'indépendance de la Lituanie deux ans aux États-Unis dans les universités du Wisconsin notamment à Madison. Il a été par la suite professeur invité aux universités de l'Illinois et d'Helsinki.
À partir de 1992, il est impliqué dans la renaissance de l'Université Vytautas-Magnus (Université Witold le Grand de Kaunas) et devient doyen de la faculté de sciences sociales (1994-1998), puis, après l'obtention du titre de professeur, vice-recteur de l'université.
En 2000, il devient directeur de l'Institut d'études de l'émigration lituanienne.
Il est également professeur associé à l'université de Bologne.
Parallèlement, il est un des fondateurs en 1990 de la revue Lietuvių Atgimimo istorijos studijos (Nouvelles Études d'histoire lituanienne), puis en 1998 de Kauno istorijos metraštį (Annales historiques de Kaunas).
Il a reçu plusieurs prix dont le prix Simonas Daukantas pour son ouvrage Prieš aušrą. Jaunieji Simono Daukanto bičiuliai.
Il est titulaire de plusieurs décorations lituaniennes et étrangères (notamment polonaise).